# Villacián
Villacián es una localidad del municipio burgalés de Valle de Losa, en la Comunidad Autónoma de Castilla y León (España). 
La iglesia está dedicada a san Pedro Apóstol.

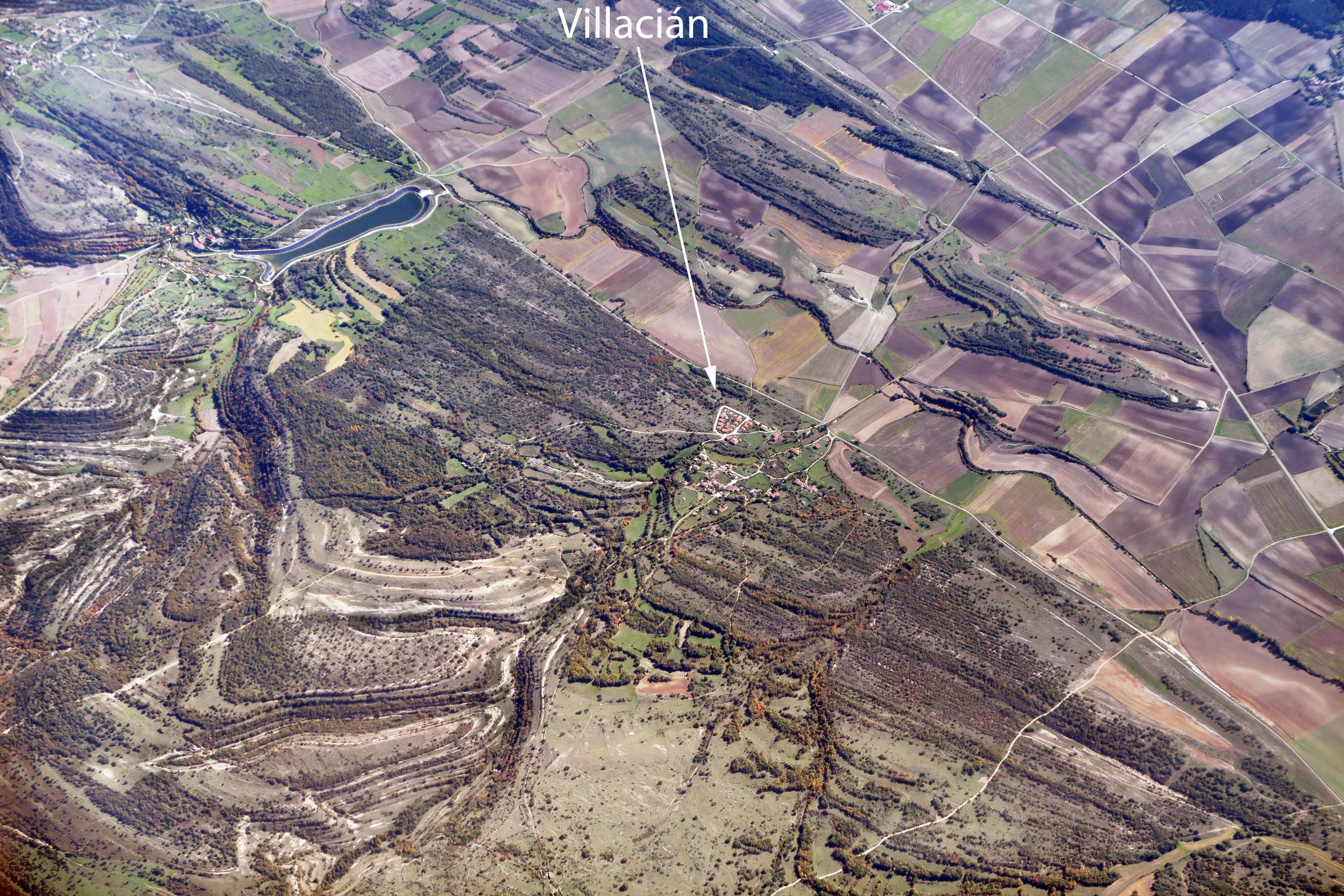
Vista aérea

## Localidades limítrofes
Confina con las siguientes localidades:
- Al este con Barriga.
- Al sureste con Fresno de Losa.
- Al sur con Villalambrús.
- Al suroeste con San Martín de Losa.
- Al oeste con Teza de Losa.

## Demografía
Evolución de la población
| Gráfica de evolución demográfica de Villacián entre 2000 y 2017    |
|                                                                    |
| Población de derecho (2000-2017) según el padrón municipal del INE |

## Historia
Así se describe a Villacián en el tomo XVI del Diccionario geográfico-estadístico-histórico de España y sus posesiones de Ultramar, obra impulsada por Pascual Madoz a mediados del siglo XIX:

Aldea en la provincia, diócesis, audiencia territorial y capitanía general de Burgos (18 leguas), partido judicial de Villarcayo, ayuntamiento de Villalba de Losa. Situada al pie de la cordillera que viene de Galicia; su clima es frío y afecto a dolores de costado, pulmonías y fiebres catarrales. Tiene 30 casas; iglesia parroquial (Santiago Apóstol) servida por un cura que provee el diocesano en patrimoniales; una ermita que sirve de cementerio, y una fuente de buenas aguas. Confina con tierra de Ayala, Barriga y Villano, Fresno y Villalambras, Teza y Villota. El terreno es árido, de poco fondo y de secano casi en su totalidad. Hay arbolado de encina, roble y haya, varias canteras de piedra caliza y jaspeada. Además de los caminos locales cuenta el que desde Castilla dirige a las provincias por la peña de Orduña; recibe la correspondencia de Berberana. Producciones: granos, legumbres y pastos; cría ganado yeguar y vacuno, y caza de codornices. Población: 30 vecinos, 120 almas. Capital productivo: 23.400 reales. Imponible: 665.
Diccionario geográfico-estadístico-histórico de España y sus posesiones de Ultramar